# Eugorgia nobilis
Eugorgia nobilis är en korallart som beskrevs av Addison Emery Verrill 1868. Eugorgia nobilis ingår i släktet Eugorgia och familjen Gorgoniidae. Inga underarter finns listade i Catalogue of Life.